# Please Like Me
Please Like Me é uma série televisiva de drama cômico australiana estrelada e criada por Josh Thomas. O seriado foi lançado em 28 de fevereiro de 2013 na ABC2 na Austrália. O show explora problemas reais com um tom humorístico. O produtor executivo Todd Abbott preferiu classificar a série como drama do que como comédia. Mais tarde o show foi ao ar nos EUA pela TV a Cabo Pivot, que passou a ajudar no desenvolvimento do programa a partir da segunda temporada.
Em 12 de julho de 2014, foi anunciado que a série seria renovada para terceira temporada que iniciou em 15 de outubro de 2015 (16 de outubro nos EUA). O show atraiu a atenção dos críticos e recebeu várias indicações, ganhando oito premiações.
Em 7 de julho de 2016, foi anunciado no Twitter do programa a renovação para uma quarta temporada. A temporada de seis episódios estreou em 9 de novembro de 2016
Em 2 de fevereiro de 2017, Josh Thomas anunciou na mídia social que essa foi a última temporada, afirmando que “estamos muito felizes com que realizamos e sentimos que o trabalho foi completado.”
No Brasil, o seriado está disponível pela Netflix, as 4 temporadas estão em versão legendada.

## Antecedentes
Please Like Me foi escrito principalmente por Josh Thomas, que também interpretou o personagem principal, Josh. A maioria dos episódios foi dirigida por Matthew Saville. Thomas e produtor Todd Abbott desenvolveram a série juntos por quatro anos. Eles realizaram uma série de reuniões de consulta com a Australian Broadcasting Corporation. Abbott foi cuidadoso para lançar a série como um drama em vez de uma sitcom. Ele retrata um conjunto de circunstâncias que poderiam acontecer a um jovem, mas tem temas humorísticos. Thomas previu um show original, algo que ele não tinha visto na televisão antes. O ator, também conhecido comediante na Austrália, queria honestidade no roteiro e escreveu a comédia com isso em mente. Ele também queria que os atores não reagissem intencionalmente às piadas.
Em janeiro de 2013, o The West Australian informou que Please Like Me estrearia no canal ABC2. O show tinha sido feito para o ar no ABC1, mas foi decidido que o show seria mais adequado para o canal digital ABC2. O radiodifusor afirmou que o programa é voltado para um público mais jovem mais apropriado para ABC2, enquanto ABC1 atende a todas as idades. O movimento foi criticado porque foi acreditado para ser o resultado do Australian Broadcasting Corporation que vê o índice da mostra como "demasiado gay" para seu canal preliminar. A série começa com Josh percebendo que ele é gay e sua mãe tentando suicídio com uma overdose de Panadol.
Em setembro de 2013, ABC1 começou a exibir a série nas noites de quarta-feira (22h), seis meses depois de sua exibição original no canal ABC.
Foi anunciado em julho de 2013 que a série iria ao ar nos Estados Unidos como parte da programação de lançamento do Pivot, um novo cabo digital e canal de televisão por satélite que lançou o primeiro episódio da série on-line antes de sua exibição no canal. Ele também oferecerá a série como parte de seu serviço de vídeo sob demanda. Pivot também lançou um site de mídia social "pleaselikeme.org" para os espectadores para compartilhar experiências pessoais sobre a ruptura do estigma e medo de ser unliked, em relação à série.
Em 26 de julho de 2013, foi anunciado que a ABC e a Pivot encomendaram uma segunda temporada da série, composta por dez episódios. A temporada estreou em seu território americano primeiro em 8 de agosto de 2014. Os produtores também adicionaram uma série de novos personagens regulares ao elenco. Em 12 de julho de 2014, foi anunciado que as redes parceiras haviam renovado Please Like Me para uma terceira série também com dez episódios. Em 7 de julho de 2016, a série foi renovada para uma quarta temporada composta de seis episódios. Em 2 de fevereiro de 2017, foi anunciado que a quarta temporada foi a última da série.

## Elenco
| Principal    | Ator recebeu "Starring" o crédito dessa temporada      |
| Recorrente   | Ator aparece em dois ou mais episódios dessa temporada |
| Participação | Ator aparece em apenas um episódio dessa temporada     |

| Atores                  | Personagens            | Temporadas             | Temporadas             | Temporadas             | Temporadas             |
| Atores                  | Personagens            | 1                      | 2                      | 3                      | 4                      |
| Personagens principais  | Personagens principais | Personagens principais | Personagens principais | Personagens principais | Personagens principais |
| ----------------------- | ---------------------- | ---------------------- | ---------------------- | ---------------------- | ---------------------- |
| Josh Thomas             | Josh                   | Principal              | Principal              | Principal              | Principal              |
| Caitlin Stasey          | Claire                 | Principal              | Recorrente             | Principal              | Principal              |
| Thomas Ward             | Tom                    | Principal              | Principal              | Principal              | Principal              |
| Wade Briggs             | Geoffrey               | Principal              | Participação           |                        | Participação           |
| Nikita Leigh-Pritchard  | Niamh                  | Principal              | Recorrente             |                        |                        |
| David Roberts           | Alan (Pai)             | Principal              | Principal              | Principal              | Principal              |
| Debra Lawrance          | Rose (Mãe)             | Principal              | Principal              | Principal              | Principal              |
| Renee Lim               | Mae                    | Principal              | Principal              | Principal              | Principal              |
| Hannah Gadsby           | Hannah                 |                        | Principal              | Principal              | Principal              |
| Charles Cottier         | Patrick                |                        | Principal              |                        |                        |
| Keegan Joyce            | Arnold                 |                        | Principal              | Principal              | Principal              |
| Emily Barclay           | Ella                   |                        |                        | Principal              | Principal              |
| Personagens recorrentes |                        |                        |                        |                        |                        |
| Judi Farr               | Aunty Peg              | Recorrente             |                        |                        |                        |
| Andrew S. Gilbert       | Rod                    | Recorrente             |                        |                        |                        |
| Denise Drysdale         | Ginger                 |                        | Recorrente             |                        |                        |
| Nick Cody               | Steve                  |                        | Recorrente             | Participação           |                        |
| Charlotte Nicdao        | Jenny                  |                        | Recorrente             |                        |                        |
| Bob Franklin            | Stuart                 |                        | Recorrente             | Recorrente             |                        |
| David Quirk             | Ben                    |                        |                        | Recorrente             | Participação           |

## Personagens principais

### Josh
Josh é homem gay de 20 anos que está tentando encontrar seu lugar no mundo. Embora ele possa ser estranho, egoísta e inseguro de si mesmo, ele também é muito carinhoso, bondoso, compassivo, fiel e amigo honesto. Seu amigo mais próximo é Tom, que também é seu colega de apartamento, e eles têm uma amizade muito aberta e muitas vezes são brutalmente honestos uns com os outros.

### Claire
Claire é a ex-namorada de Josh, porém continua melhor amiga de Josh e Tom. É meiga e muito divertida.

### Tom
Tom é o colega de quarto de Josh e um de seus melhores amigos. Tom é heterossexual, desleixado e pode ser viciado em sexo. Tem problemas em manter uma relação fiel com suas parceiras.

### Geoffrey
Geoffrey é colega de trabalho de Tom, e está confortável com sua sexualidade. Ele toma um interesse imediato e súbito em Josh desde o momento em que se encontram no local de trabalho de Geoffrey. Ele é amável e carinhoso.

### Niamh
É a ex-namorada de Tom e é extremamente insegura e requer muita atenção.

### Alan
Alan é o pai de Josh. Ele é divorciado da mãe de Josh, está em um relacionamento com Mae e lida bem com a sexualidade de Josh, porém Alan pode ainda estar apaixonado pela mãe de Josh, apesar de seu relacionamento.

### Rose
Rose é a mãe de Josh. Rose e Alan estão divorciados. Ela sofre de transtorno bipolar e tentou cometer suicídio. Josh é seu orgulho e alegria e ele garante um papel ativo em sua vida, mas ao mesmo tempo não a sufoca. Rose não tem um bom relacionamento com Alan.

### Mae
Mae é a namorada de Alan. Ela é de uma família muito proeminente na Tailândia e é claramente bastante cultivada. Alan revela uma vez que Mae é capaz de falar seis línguas diferentes e sua família tem grande riqueza. Apesar desses fatos, as pessoas muitas vezes assumem que ela é uma noiva por conveniência. Mae é muito gentil e família significa muito para ela, e isso inclui seu enteado, Josh. Na maioria das vezes se dá bem com Rose.

### Grace
Personagem da segunda temporada, Grace é filha de Mae com Alan, a bebê recém-nascida é meia irmã de Josh.

### Arnold
Personagem da segunda temporada, Arnold é um hospede do mesmo hospital mental que Rose frequenta, ele sofre de ansiedade. Arnold e Josh têm uma relação amorosa turbulenta.

### Hannah
Personagem da segunda temporada, Hannah é paciente do mesmo hospital de Rose e Arnold, ela sofre de depressão. Hannah é séria e durona, tem um senso de humor bastante ácido. Ao decorrer da série é mostrado que Hannah é lésbica.

### Patrick
Personagem da segunda temporada, Patrick é brevemente o companheiro de quarto de Josh e Tom, e um interesse romântico de Josh.

### Ella
Inicialmente um personagem recorrente durante a terceira temporada, Ella é uma namorada de Tom. Ella parece que saiu de dentro de um conto de fadas da Disney, tem uma personalidade inocente é sonhadora